# 1899年逝世人物列表
1899年逝世人物列表：1月 - 2月 - 3月 - 4月 - 5月 - 6月 - 7月 - 8月 - 9月 - 10月 - 11月 - 12月
下面是1899年逝世的知名人士列表。

## 1-2月

### 1月1日
- 威廉·休·史密斯，72歲，重建期間的阿拉巴馬州州長，1868年至1870年，前阿拉巴馬州立法者，加入聯邦軍

### 1月10日
- 喬納森·特納，93歲，美國教育改革家和贈地大學冠軍，伊利諾伊大學聯合創始人
- 威廉·A·羅素，67歲，美國國會議員和實業家，曾任國際紙業公司第一任總裁

### 1月13日
- 小納爾遜·丁利，66歲，自1881年以來一直擔任緬因州的美國政治家和國會議員，《丁利法案》的作者，旨在提高關稅

### 1月14日
- 努巴爾帕夏，74歲，埃及第一任總理（1878-79 年、1884-88 年和 1894-95 年）

### 1月16日
- 查理斯·祈理魁，前天主教神父

### 1月17日
- 傑迪迪亞·霍奇基斯，70歲，美國內戰期間邦聯的美國軍事製圖師

### 1月23日
- 罗穆阿尔多·帕切科，77歲，美國加利福尼亞州唯一的西班牙裔州長（1875 年）

### 1月29日
- 阿尔弗雷德·西斯莱，59歲，法國印象派風景畫家，死於喉癌

### 1月30日
- 哈里·貝茨，48歲，英國雕塑家

### 1月31日
- 瑪麗亞·路易莎，29歲，保加利亞王妃，死於分娩併發症

### 2月3日
- 吉爾特·阿德里安斯·布姆加德，荷蘭超級人瑞

### 2月6日
- 薩克森-科堡-哥達的阿爾弗雷德王子
- 列奧·馮·卡普里維，德國19世紀末政治家

### 2月10日
- 威廉·科伦索，新西蘭基督教傳教士

### 2月11日
- Teuku Umar，亞齊叛亂領袖

### 2月16日
- 菲利·福爾，法國總統

### 2月18日
- 索菲斯·李，挪威數學家

### 2月21日
- 寶雲，第9任港督

### 2月23日
- 法國總理加坦·德·羅什布埃

### 2月25日
- 保罗·路透，德國出生的新聞機構創始人

## 3-4月

### 3月3日
- 威廉·P·斯普拉格，來自俄亥俄州的美國政治家

### 3月6日
- 夏威夷最後一位君主卡尤拉尼公主

### 3月12日
- 朱利葉斯·傅高義，紐西蘭總理

### 3月18日
- 奧斯尼爾·查理斯·馬什，美國古生物學家

### 3月20日
- 瑪莎·M·普萊斯，美國殺人犯，第一位在電椅上被處決的女性

### 3月24日
- 瑪麗·戈格-普喬林，瑞士人、國際女權活動家、和平主義者

### 4月1日
- 查理斯·卡彭特，美國海軍上將

### 4月5日
- T.E.埃利斯，威爾士政治家

### 4月6日
- 阿尔万·温特沃斯·查普曼，美國醫生及植物學家
- 加勒特·帕里，愛爾蘭吹笛手

### 4月7日
- 彼得·里克，荷蘭物理學家

### 4月11日
- 拉斯克尔·卡塔尔久，羅馬尼亞政治家

### 4月16日
- 埃米利奧·哈辛托，菲律賓詩人、革命者

### 4月22日
- 約翰·莫佈雷，英國議員，自1898年起擔任下議院之父
- 約翰·科勒，愛沙尼亞畫家

### 4月24日
- 理查·奧格爾斯比，美國政治家，三屆伊利諾伊州州長，伊利諾伊州奧格爾斯比鎮以他的名字命名

### 4月25日
- 蔡德芳，清朝政治人物

### 4月26日
- 卡爾·西格蒙德·馮·霍恩瓦特，奧地利部長兼總統 (1871年)

### 4月30日
- 路易斯·貝克，美國政治家和外交官

## 5-6月

### 5月7日
- 威廉·蒙德·克洛克，北婆羅洲前總督

### 5月16日
- 威廉·納斯特，德國出生的宗教領袖和美國德國衛理公會的創始人

### 5月19日
- 查理斯·巴卡盧，美國政治家和外交官

### 5月24日
- 第一代埃舍子爵威廉·佈雷特，英國大法官

### 5月25日
- 埃米利奥·卡斯特拉尔，西班牙第一共和國總統

### 6月3日
- 小约翰·施特劳斯，奧地利作曲家

### 6月4日
- 欧金尼奥·贝尔特拉米，義大利數學家

### 6月5日
- 安東尼奧·盧納，菲律賓將軍（遇刺）

### 6月7日
- 奧古斯丁·戴利，美國戲劇家、劇作家

### 6月10日
- 埃内斯特·肖松，法國作曲家

## 7-8月

### 7月1日
- 威廉·弗勞爾，大英博物館館長和外科醫生

### 7月2日
- 霍雷肖·賴特將軍，79歲，美國工程師，美國南北戰爭中的美國陸軍軍官，美國陸軍工程兵團工程兵團工程長

### 7月4日
- 亞歷山大·阿姆斯壯，81歲，愛爾蘭出生的醫生、皇家海軍軍官和北極探險家

### 7月10日
- 格奧爾基·亞歷山德羅維奇大公，28歲，沙皇，俄羅斯王位繼承人，尼古拉二世的弟弟
- 阿尔伯特·格列兹，法國政治家和阿爾及利亞總督，1879-1881年

### 7月16日
- 瑪格麗塔·萊利，英國植物學家
- 威廉·普雷斯頓·約翰斯頓，68歲，美國大學行政人員，杜蘭大學第一任校長

### 7月18日
- 小霍雷肖·阿爾傑，美國作家

### 7月20日
- 法蘭西斯·勞頓·梅斯，美國詩人[1]

### 7月21日
- 羅伯特·英格索爾，美國政治家

### 7月25日
- 愛德華-傑拉德·巴比亞尼，法國胚胎學家

### 7月27日
- 塔西洛·馮·海德布蘭德和拉薩，德國國際象棋大師

### 7月31日
- 丹尼尔·加里森·布林頓，美國考古學家

### 8月4日
- 卡爾·弗賴赫爾·馮·普雷爾，德國哲學家

### 8月5日
- 威廉·巴爾頓，蘇格蘭工程師

### 8月9日
- 爱德华·弗兰克兰，英國化學家
- 格奧爾基·亞歷山德羅維奇大公，俄羅斯大公，俄羅斯尼古拉二世的弟弟

### 8月16日
- 罗伯特·威廉·本生，德國化學家

## 9-10月

### 9月2日
- 欧内斯特·伦肖，英國網球運動員

### 9月12日
- 科尼利厄斯·范德比爾特二世，美國鐵路大亨

### 9月13日
- 莎拉·沃倫·基勒，美國聾啞教育家

### 9月17日
- 查理斯·阿爾弗雷德·白邦瑞，美國實業家

### 9月28日
- 喬瓦尼·塞岡蒂尼，義大利畫家

### 10月2日
- 艾瑪·哈丁·布里頓，英國作家
- 珀西·皮爾徹，英國航空先驅，滑翔機飛行員

### 10月7日
- Deodato Arellano，菲律賓宣傳員

### 10月14日
- 安娜·卡博特·洛厄爾·昆西·沃特斯頓，美國日記作家
- 尼古拉·漢森，挪威動物學家和南極探險家

### 10月22日
- 埃拉·霍格·布羅克韋·阿凡，美國教育家

### 10月23日
- 佩恩·西蒙斯，英國將軍（因傷去世）

### 10月25日
- 格蘭特·艾倫，加拿大科學作家和小說家

### 10月30日
- 亞瑟·布洛姆菲爾德，英國建築師
- 威廉·亨利·韋伯，美國實業家、慈善家

### 10月31日
- 安東·貝林代，出生於瓦拉幾亞的羅馬尼亞將軍和政治家

## 11-12月

### 11月16日
- 文卡斯·庫迪爾卡，立陶宛醫生、詩人和民族英雄
- 朱利葉斯·赫爾曼·莫里茨·布希，德國公關人員

### 11月21日
- 加勒特·霍巴特，美國第24任副總統

### 11月23日
- 湯瑪斯·亨利·伊斯梅，白星航運公司的英國擁有者

### 11月24日
- 阿卜杜拉希·伊本·穆罕默德，蘇丹政治、宗教領袖（在戰鬥中陣亡）

### 11月28日
- 弗吉尼亞·奧爾多尼，卡斯蒂廖內伯爵夫人

### 12月2日
- 格雷戈里奧·德爾·皮拉爾，菲律賓將軍（在戰鬥中陣亡）

### 12月10日
- 恩格瓦尼五世，史瓦帝尼國王

### 12月19日
- 亨利·韋爾·勞頓，美國將軍（陣亡）

### 12月22日
- 帕斯誇爾·奧爾特加·波塔萊斯，智利畫家
- 德懷特·穆迪，美國傳教士
- 第一代威斯敏斯特公爵休·格羅夫納，英國地主和政治家

### 12月24日
- 朱紅燈，清末義和團匪首之一。

### 12月30日
- 歐仁·貝特朗，65歲，法國喜劇演員和歌劇院導演
- 卜克斯，英國傳教士

### 12月31日
- 簡·米切爾，愛爾蘭民族主義者
- 卡爾·米洛克，57歲，維也納作曲家
- 曼努埃爾·卡里略·塔布拉斯，77歲，墨西哥慈善家和奧里薩巴市長